# Kurt Kowalski
Kurt Kowalski (* 14. Dezember 1948; † 22. September 2023) war ein deutscher Fußballspieler. Der Defensivspieler hat in der Saison 1970/71 beim 1. FC Köln neun Ligaspiele in der Fußball-Bundesliga absolviert.

## Laufbahn
Angefangen mit dem Fußball hat Kowalski 1956 in der Jugend vom 1. FC Spich, 1962 wechselte der talentierte Nachwuchsfußballer in die Jugend vom Siegburger SV 04. Die Fußballbegeisterung und das Talent für das Fußballspiel hatte er vom Vater geerbt und bewies dies auch in seinen ersten zwei Jahren im Seniorenbereich mit Siegburg in der Verbandsliga Mittelrhein. Zur Saison 1968/69 erfolgte der nächste Schritt, er wechselte zur Amateurmannschaft des 1. FC Köln.
Nach zwei Jahren bei den FC-Amateuren wurde Kowalski zur Saison 1970/71, wie auch Bernhard Cullmann und Hans-Jürgen Lex, in den Lizenzspielerkader übernommen. Weitere Neuzugänge für diese Bundesligarunde waren noch Hans-Josef Kapellmann, Thomas Parits, Wolfgang John und Manfred Classen. Trainer Ernst Ocwirk setzte den Verteidiger in der Saison 1970/71 insgesamt 14 Mal für den 1. FC Köln ein; neun Spiele in der Bundesliga und fünf Einsätze im Messestädte-Pokal. Oftmals sogar von Anfang an und über volle 90 Minuten. Der erste Pflichtspieleinsatz als Profi fand für Kowalski am 3. November 1970 beim Heimspiel gegen den AC Florenz im Messepokal statt. Beim 1:0-Heimerfolg wurde er mit Beginn der 2. Halbzeit für Matthias Hemmersbach eingewechselt. Am 14. November debütierte er beim 2:2-Auswärtsremis gegen Rot-Weiß Oberhausen in der Bundesliga. Er bildete dabei vor Torhüter Manfred Manglitz mit Bernd Cullmann, Wolfgang Weber, Hemmersbach und Heinz Simmet als rechter Außenverteidiger die Defensive des FC. Im Messepokal vertrat er zudem Köln in zwei Spielen gegen Spartak Trnava (1:0, 3:0) und im März 1971 gegen Arsenal London (1:2, 1:0). Mit seiner Einwechslung am 5. Juni 1971 beim 4:2-Heimerfolg gegen Kickers Offenbach, am 34. Rundenspieltag, endete seine Bundesligakarriere. Auch im zeitlichen Rückblick unverständlich früh. Auf die Frage, warum seine beim 1. FC Köln so hoffnungsvoll begonnene Lizenzspielerlaufbahn im Sommer 1971 so abrupt endete, antwortete Kowalski etwas kryptisch: „Es gab damals einen Vorfall, über den ich aber nicht sprechen möchte. Jedenfalls legte man mir dann nahe, den Verein zu verlassen. Sicherlich habe ich auch selbst Fehler gemacht, aber hätte ich damals gewusst, dass Ocwirk nach nur einem Jahr wieder gehen muss, hätte ich dem Vereinswechsel nicht zugestimmt, da mein Vertrag noch bis 1972 lief.“
Kowalski wechselte zur Saison 1971/72 in die zweitklassige Regionalliga West zu Bayer 04 Leverkusen. Unter Trainer Theo Kirchberg debütierte er am 15. August 1971 bei einem 2:1-Heimerfolg gegen Fortuna Köln in der Regionalliga. Er lief dabei an der Seite von Mitspielern wie Torhüter Dieter Ferner, Helmut Röhrig, Klaus Görtz, Friedhelm Strzelczyk, Burkhard Segler und Willi Marzok auf. Bayer belegte den 8. Rang und Kowalski hatte in 22 Ligaspielen zwei Tore erzielt. In seiner zweiten Saison, 1972/73, übernahm Gero Bisanz das Traineramt bei Bayer. Es wurde eine unglückliche Runde, welche mit dem Abstieg in das Amateurlager endete. Das letzte Regionalligaspiel bestritt Kowalski am 1. April 1973 bei einer 1:8-Auswärtsniederlage bei Fortuna Köln. Nach insgesamt 40 Regionalligaeinsätzen (2 Tore) war das Kapitel Profifußball im Sommer 1973 vorbei und er kehrte nochmals für zwei Runden zu seinem Heimatverein 1. FC Spich zurück, wo er 1975 seine fußballerische Laufbahn beendete.
Der gelernte Werkzeugmacher arbeitete bis zu seiner Verrentung im Jahr 2006 als technischer Angestellter bei der Bayer AG in Leverkusen und war im Troisdorfer Stadtteil Oberlar wohnhaft.

## Vereine
- 1970–1971: 1. FC Köln
- 1971–1973: Bayer 04 Leverkusen

## Statistik
- 1. Bundesliga
9 Spiele

- Messestädtepokal
5 Spiele

## Erfolge
- 1971 DFB-Pokal-Finale (ohne Einsatz)